# Contradanza de Cetina
La contradanza de Cetina es una mojiganga o baile tradicional que se celebra en honor de san Juan Lorenzo cada año en Cetina (Aragón) en la noche del 19 de mayo, festividad del santo y patrón de la villa. Tiene lugar en la plaza de la Villa a las 11 p.m. y transcurre durante 90 minutos aproximadamente. 
Una contradanza se define como un «baile de figuras, que ejecutan muchas parejas a un tiempo». La que tiene lugar en Cetina constituye una manifestación genuina de la cultura popular por el contenido de las figuras o mudanzas, por la sencillez de la melodía, que se repite incesantemente, y de los pasos de baile, así como por el entusiasmo con el que participan los espectadores con sus aclamaciones.

## Origen
Se tiene noticia de que a mediados del siglo XVII se celebró una contradanza en Cetina. Por otra parte, en la relación de las fiestas de la localidad de 1751 se da cuenta de la celebración de una mojiganga, una obra dramática de corta duración y de contenido satírico o cómico. Desde entonces la contradanza se ha representado en Cetina sin interrupción. La vestimenta, por el tipo de ornamentación que lleva, bien podría remontarse al siglo XVIII.

## Reconocimiento y protección
El Gobierno de Aragón declaró en 2012 la contradanza de Cetina Bien de Interés Cultural Inmaterial mediante el Decreto 29/2012.

## Los «contradanceros»

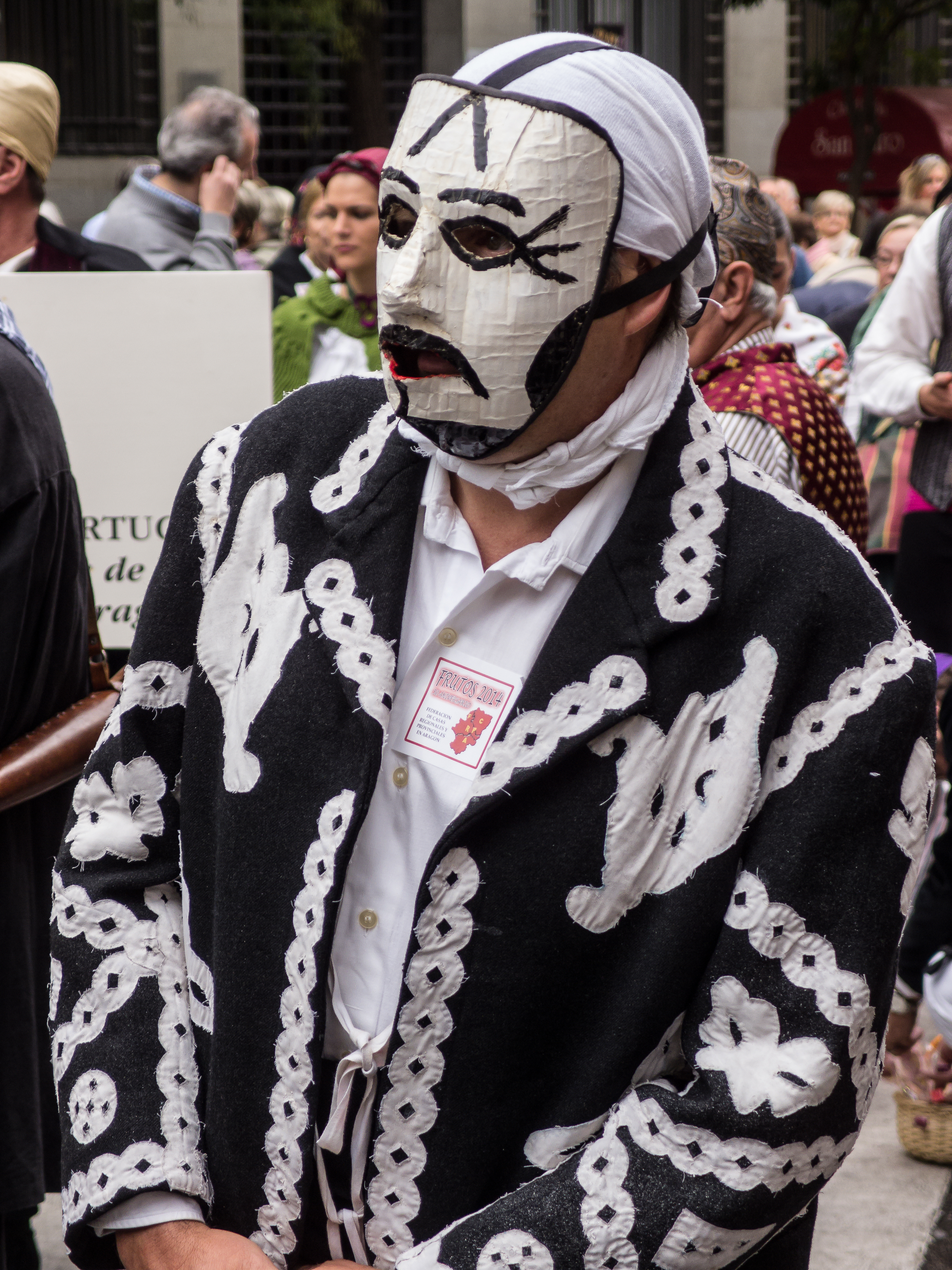
Contradancero

Participan nueve «contradanceros» o danzantes. Cuatro van vestidos con calzón y casaca negra con dibujos florales y geométricos, realizados con cinta blanca cosida a la vestimenta. Llevan una máscara blanca con los rasgos faciales en negro y el pelo se recoge con un lienzo blanco. 
Un segundo grupo, también formado por cuatro personas, emplea vestidos iguales al anterior, aunque opuestos por el color: aquí la vestimenta es blanca y los adornos negros. También se cubren el rostro con caretas Los ocho mozos subrayan sus intervenciones con mímica y ocasionalmente con gruñidos.
El personaje central es el «diablo», porque dirige el baile y culmina las diversas figuras que conforman el espectáculo. Viste de rojo con adornos blancos y luce una boina roja con borla. Al contrario que los demás danzantes, lleva el rostro descubierto, aunque con patillas, bigote y perilla pintados.

## Las «mudanzas»
A lo largo de la contradanza los bailarines representan escenas y situaciones, bien sean de carácter profano o religioso, que se denominan mudanzas. El espectáculo —la contradanza— integra en torno a una treintena de mudanzas. Estas consisten en la formación de cuadros plásticos configurados por todos los danzantes. Se suelen formar en forma de torre o similar; para ello, los cuatro mozos que van de negro, que son los más corpulentos, sostienen sobre sus hombros a los otros cuatro mozos que visten de blanco, los cuales son más ágiles y de menos peso. La representación culmina con el diablo encaramado sobre ellos. La torre se deshace de manera ordenada y armoniosa. 

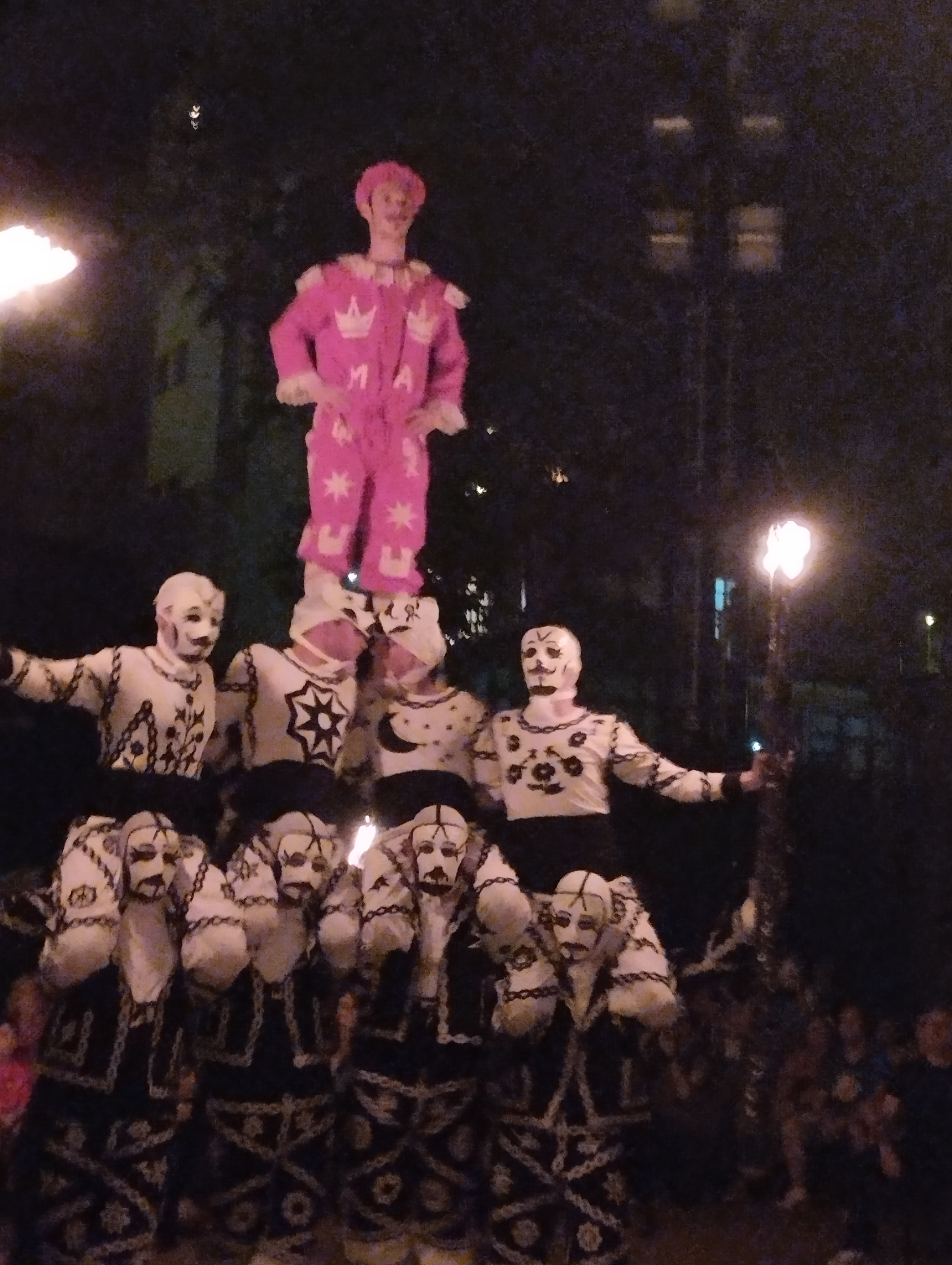
Final de una mudanza con los nueve contradanceros

Un baile en grupo de los danzantes —«escuche»— sirve para enlazar las diversas mudanzas. La danza es de ejecución sencilla, requiere agilidad y se produce sin descanso al finalizar cada mudanza, por lo que exige un considerable esfuerzo físico. La melodía, interpretada por una charanga, es sobria y su estribillo se reproduce constantemente. El público celebra la culminación de las distintas mudanzas con aplausos y encendidos vítores.
Se representa en la plaza del pueblo, de noche, sin luz artificial, por este motivo nueve asistentes —«pajes»— sostienen otras tantas antorchas, elaboradas con cuerdas trenzadas y resina, que permanecen encendidas durante el espectáculo. Desde sus orgínes este es el único sistema de iluminación de la contradanza. En ocasiones, cuando los mozos conforman una torre, los asistentes les entregan los hachones para que los enarbolen al culminar esa mudanza con el objeto de darle mayor espectacularidad.

## Asunto
Las mudanzas reflejan la vida popular con asuntos profanos o religiosos. Las de contenido profano representan, entre otros temas, al dios Neptuno, la puerta del coro de la parroquia, una tijera, una cama, una silla en la que se encarama el diablo, la peana a la que el diablo sube y a la que los danzantes hacen girar, o la campana en la que el diablo hace de badajo y que acaba cómicamente con la caída de este al romperse la cuerda. 
Las de contenido religioso reproducen, por ejemplo, el retablo de la Virgen de Atocha venerada en la parroquia de Cetina; evocan a san Juan Lorenzo, franciscano nacido en esta villa y patrón de la misma, a san Pascual Baylón y san Miguel; o la resurrección de Jesús, en la que el «diablo», subido en una torre formada por los danzantes, enarbola el lábaro. 

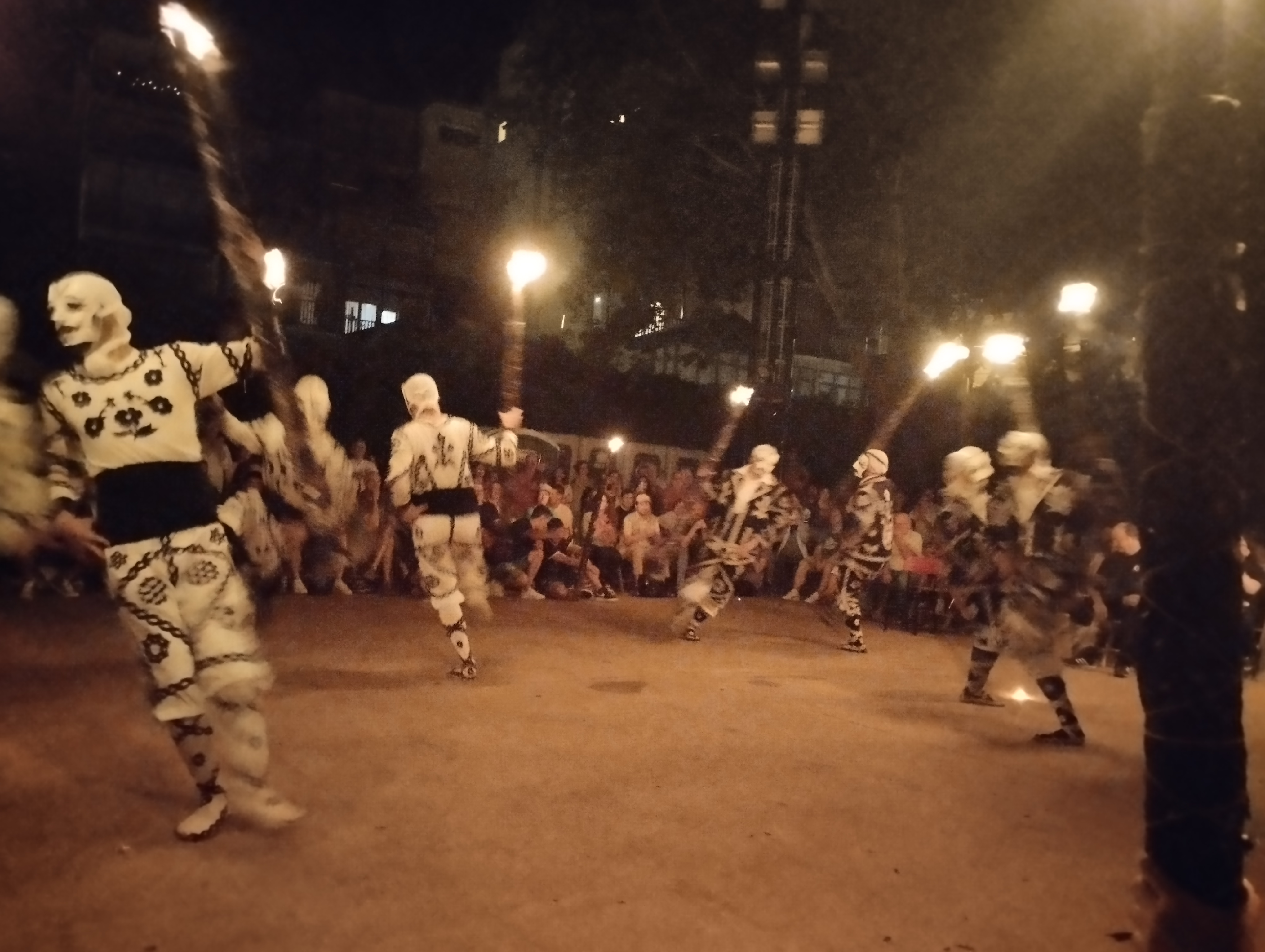
Baile intermedio entre dos mudanzas -"Escuche"-

Habitualmente el espectáculo termina con la mudanza del «afeitado y muerte del diablo». Se trata de la escenificación de un episodio en el que el «diablo» es afeitado; los mozos sucesivamente acercan al barbero los utensilios que les facilita el «tranquero», como son la toalla, la bacía, la jarra con el agua y la navaja para el afeitado. Al final, el «diablo» se niega a pagar el servicio y el barbero, enfadado, tras afilar premiosamente la navaja, lo mata. Todos celebran la muerte del «diablo», pero el gozo se trunca cuando resucita.
El título o significado de las mudanzas no se anuncia al público puesto que se da por sentado que conoce su significado e intención por las representaciones de años precedentes. 